# Liu Yuxiang
Dans ce nom, le nom de famille, Liu, précède le nom personnel.
Pour les articles homonymes, voir Liu.
Liu Yuxiang (chinois : 劉玉香), née le 11 octobre 1975 à Hengyang, est une judokate chinoise.

## Palmarès international en judo
| Jeux olympiques       | Jeux olympiques | Jeux olympiques |
| Année                 | Médaille        | Catégorie       |
| --------------------- | --------------- | --------------- |
| 2000                  | bronze          | –52 kg          |
| Championnats du monde |                 |                 |
| Année                 | Médaille        | Catégorie       |
| 2001                  | bronze          | –52 kg          |
| Championnats d'Asie   |                 |                 |
| Année                 | Médaille        | Catégorie       |
| 1999                  | argent          | –52 kg          |
| 2004                  | or              | –52 kg          |